# Reagrupament Nacional
|  | Per a altres significats, vegeu «Front Nacional». |

Reagrupament Nacional (en francès Rassemblement National; RN), fins al 2018 anomenat Front Nacional (Front National; FN), és un partit polític francès nacionalista xenòfob, econòmicament proteccionista i socialment conservador. Reagrupament Nacional s'ha consolidat des de 2019 com la segona força de França després de la Unió per a un Moviment Popular (UMP) després de ser uns anys la tercera força darrere el Partit Socialista (PS).
El partit es va fundar el 1972 i buscava unificar una varietat de moviments nacionalistes francesos de l'època. El 1973 el partit va crear el seu propi moviment juvenil, el Front Nacional de la Joventut (FNJ). Jean-Marie Le Pen va ser el primer líder i el centre indiscutible del partit des del seu naixement fins a la dimissió de 2011. Mentre que el partit va presentar-se com una força marginal durant els seus primers deu anys, des de 1984 ha estat la principal força del nacionalisme francès de dretes. A les eleccions presidencials de 2002, per primera vegada a França, un candidat ultradretà va passar a la segona volta, després que Le Pen vencés el candidat socialista a la primera volta. Tanmateix, a la segona, Le Pen va quedar en un distant segon lloc, lluny de Jacques Chirac. A causa del sistema electoral francès, la representació en escons del partit ha estat limitada, malgrat la seva important quota de vots. L'actual líder del partit és Marine Le Pen, que va prendre el relleu del seu pare el 2011.
Els seus principis ideològics actuals inclouen el proteccionisme, un enfocament de tolerància zero als problemes d'ordre públic, i l'oposició a la immigració. Des de la dècada de 1990, la seva postura sobre la Unió Europea ha esdevingut cada vegada més euroescèptica. La seva oposició a la immigració se centra particularment en la immigració no-europea, i està a favor de la deportació d'immigrants il·legals, criminals i aturats, encara que actualment la seva posició ideològica és més moderada que la del seu punt més radical de la dècada de 1990.

## Context polític i social
L'FN neix d'una tradició d'extrema dreta francesa que es remunta a la Revolució Francesa de 1789; el partit rebutja tant la revolució com el seu llegat. Un dels primers precedents del partit polític va ser l'Action Française, fundada el 1898, i els seus descendents de la Restauration Nationale, un grup promonàrquic que dona suport a la reivindicació del comte de París al tron de França. Més recentment, el partit va atreure el poujadisme de la dècada de 1950, iniciat com a moviment antiimpostos i sense relacions amb l'extrema dreta, si bé tenia diputats «protonacionalistes» com Jean-Marie Le Pen. Un altre conflicte que forma part del rerefons de la formació política va ser la guerra d'Algèria (molts frontistes, inclòs Le Pen, van participar directament en la guerra) i la consternació de l'extrema dreta per la decisió del president francès Charles de Gaulle d'abandonar la seva promesa de conservar l'Algèria francesa. En les Eleccions presidencials de 1965, Le Pen va intentar consolidar sense èxit el vot de la ultradreta al voltant del seu candidat a la presidència Jean-Louis Tixier-Vignancour. A la darreria de la dècada dels anys 1960 i principi dels setanta l'extrema dreta francesa era representada principalment per petits moviments com Occident, Groupe Union Défense (GUD) i el Nouveau Ordre (NO).

## Història

### Primers anys (1972 – 1981)
Encara que Nouveau Ordre (NO) havia competit en algunes eleccions locals des de 1970, en el seu segon congrés del juny de 1972 va decidir crear un nou partit polític per disputar les eleccions legislatives franceses de 1973. El partit va néixer formalment el 5 d'octubre de 1972, sota el nom de Front Nacional per a la Unitat Francesa (Front national pour l'unité française), o Front Nacional. NO va bastir el nou partit seguint el model del Moviment Social Italià (MSI), més estable, que en aquell moment pretenia establir una àmplia coalició de la dreta italiana. L'FN va adaptar a la versió francesa el logotip tricolor de l'MSI. El partit francès volia unir les diverses corrents de l'extrema dreta francesa, i inicialment va reunir el grup nacionalista de Jean-Marie Le Pen, el Partit de la Unitat Francesa de Roger Holeindre, el moviment Justícia i Llibertat de Georges Bidault, expoujadistes, veterans de la guerra d'Algèria i alguns monàrquics, entre d'altres. Le Pen va ser escollit per ser el primer president del partit, ja que hom considera que no estava contaminat per la imatge pública activista de l'ON i era una figura relativament moderada de la ultradreta.
Tot i haver estat format expressament per a les eleccions legislatives de 1973, els comicis es van convertir en un desastre pel partit amb un mer 0,5% dels vots nacionals; Le Pen va obtenir 5% en la seva circumscripció de París. La retòrica utilitzada en la campanya va ressaltar els vells temes de l'extrema dreta i va ser en gran part poc motivador per a l'electorat del moment. Altrament, el seu programa electoral va ser relativament moderat en aquell moment, poc diferenciat del de la dreta convencional. Le Pen va demanar la «fusió total» dels corrents del partit, i va desaconsellar l'activisme dur. Els elements més radicals de l'ON no es van donar per alertats i van tornar a l'activisme resistent, fet que els va comportar l'expulsió el mateix any. Le Pen aviat es va convertir en el líder indiscutible del partit, encara que això li va costar l'abandonament de molts líders i gran part de la seva base militant.
En les eleccions presidencials de 1974, Le Pen no va poder trobar un tema que aconseguís mobilitzar el seu electorat. Molts dels seus grans temes, com l'anticomunisme, eren compartits per la majoria de la dreta dominant. Altres temes que va utilitzar l'FN van ser crides a augmentar la taxa de natalitat francesa, la reducció de la immigració (encara que aquest assumpte es va minimitzar), l'establiment d'un exèrcit professional, la derogació dels Acords d'Évian, i el sorgiment d'un «renaixement francès i europeu». Tot i ser l'únic candidat nacionalista, no va aconseguir obtenir el suport de la totalitat de l'extrema dreta, a causa que diversos grups es van unir a altres candidats o van cridar a l'abstenció. La campanya encara va perdre més suports quan la Lliga Comunista Revolucionària va publicar una denúncia sobre la presumpta participació de Le Pen en la tortura durant la seva estada a Algèria. En les seves primeres eleccions presidencials, Le Pen va obtenir només el 0,8% dels vots.

#### Rivalitat FN–PFN
Després de les eleccions de 1974, l'FN va ser eclipsat per l'aparició del Partit de les Forces Noves (PFN), fundat per dissidents de l'FN (en gran part de l'EN). La seva competència mútua va afeblir els dos partits al llarg de la dècada de 1970. Alhora, l'FN va guanyar diversos nous grups de simpatitzants, entre els quals François Duprat i els seus «nacionalistes revolucionaris», Jean-Pierre Stirbois i els seus «solidaristes», la Nouvelle Droite, i Bernard Anthony. Amb la mort de Duprat per un atac amb bomba, els «nacionalistes revolucionaris» van abandonar el partit, mentre que Stirbois es va convertir en el número dos de Jean-Marie Le Pen després que els seus «solidaristes» haguessin abandonat la tendència neofeixista de la direcció del partit. El conjunt de l'extrema dreta va obtenir resultats marginals a les eleccions legislatives franceses de 1978, si bé el PFN estava millor posicionat. En les primeres eleccions al Parlament Europeu de 1979, el PFN va formar part de l'intent de construir una aliança dels partits d'ultradreta, però finalment va ser l'únic dels dos partits que va participar en les eleccions. El PFN va concórrer-hi amb Jean-Louis Tixier-Vignancour com al seu candidat principal, mentre que Le Pen va demanar l'abstenció.
Per a les eleccions presidencials de 1981, tant Le Pen i com Pascal Gauchon del PFN van anunciar les seves intencions de córrer-hi. No obstant això, l'augment de suports polítics necessaris per presentar-se als comicis va incapacitar Le Pen i Gauchon a concorre-hi —el 1976 el nombre de suports per part de polítics electes necessaris es va multiplicar per cinc i el nombre dels departaments, triplicar. François Mitterrand, del Partit Socialista (PS), va guanyar les eleccions i l'esquerra va arribar al poder per primera vegada a la Cinquena República. Llavors, Mitterrand va dissoldre l'Assemblea Nacional per convocar a unes eleccions legislatives avançades, guanyades per majoria absoluta pel PS. Aquesta «presa de possessió socialista» va portar a una radicalització dels votants de centredreta, anticomunistes i antisocialistes. Amb només tres setmanes per preparar la seva campanya, l'FN va participar en les eleccions amb un nombre limitat de candidats i va guanyar amb prou feines un 0,2% dels vots. Els resultats del PFN van ser encara pitjors, i aquestes eleccions van marcar la fi efectiva de la competència del Front Nacional.

### Consolidació
Des de les eleccions legislatives franceses de 1988 fins les eleccions legislatives franceses de 1993, Marie-France Stirbois va ser l'única electa del partit a l'Assemblea Nacional, per una de les circumscripcions d'Eure i Loir. A la dècada de 1990, el Front Nacional va ocupar un lloc cada cop més important en la vida política francesa. Les seves campanyes se centren a denunciar la corrupció que afecta els principals partits francesos com el Partit Socialista (PS) o el Reagrupament per la República (RPR) dirigint-se als decebuts amb els partits que van governar dècades anteriors.
Les eleccions municipals de 1995 van donar al Front Nacional els seus primers alcaldes a diverses grans ciutats de Provença-Alps-Costa Blava: a Marinhana, amb Daniel Simonpieri, a Aurenja, amb Jacques Bompard, i a Toló, amb Jean-Marie Le Chevallier. Aquesta progressió del frontisme municipal va ser seguida, el febrer de 1997 en unes eleccions parcials, de Catherine Mégret a Vitròla, una victòria que marca la progressió, dins de l'FN, del seu marit Bruno Mégret, aleshores número dos del partit.

### L'escissió del 1998, un fre al progrés del partit
Condemnat el 1998 a dos anys d'inhabilitació per haver agredit la candidata socialista Annette Peulvast-Bergeal, Jean-Marie Le Pen no va poder presentar-se a les eleccions al Parlament Europeu de 1999 i va confiar la direcció de la llista del partit a la seva dona, Jany Le Pen i no a Bruno Mégret, però Jany Le Pen es va negar a ser candidata i el seu marit va ser finalment autoritzat a presentar-se. Mégret escindí el Moviment Nacional Republicà, que inicialment va obtenir un cert ressò a ciutats com Marsella, Roubaix, Le Havre, Romainville, Poissy, Asnières, Noisy le Grand i Sartrouville però a les eleccions legislatives de 2007 ni tan sols va arribar a l'1% dels vots

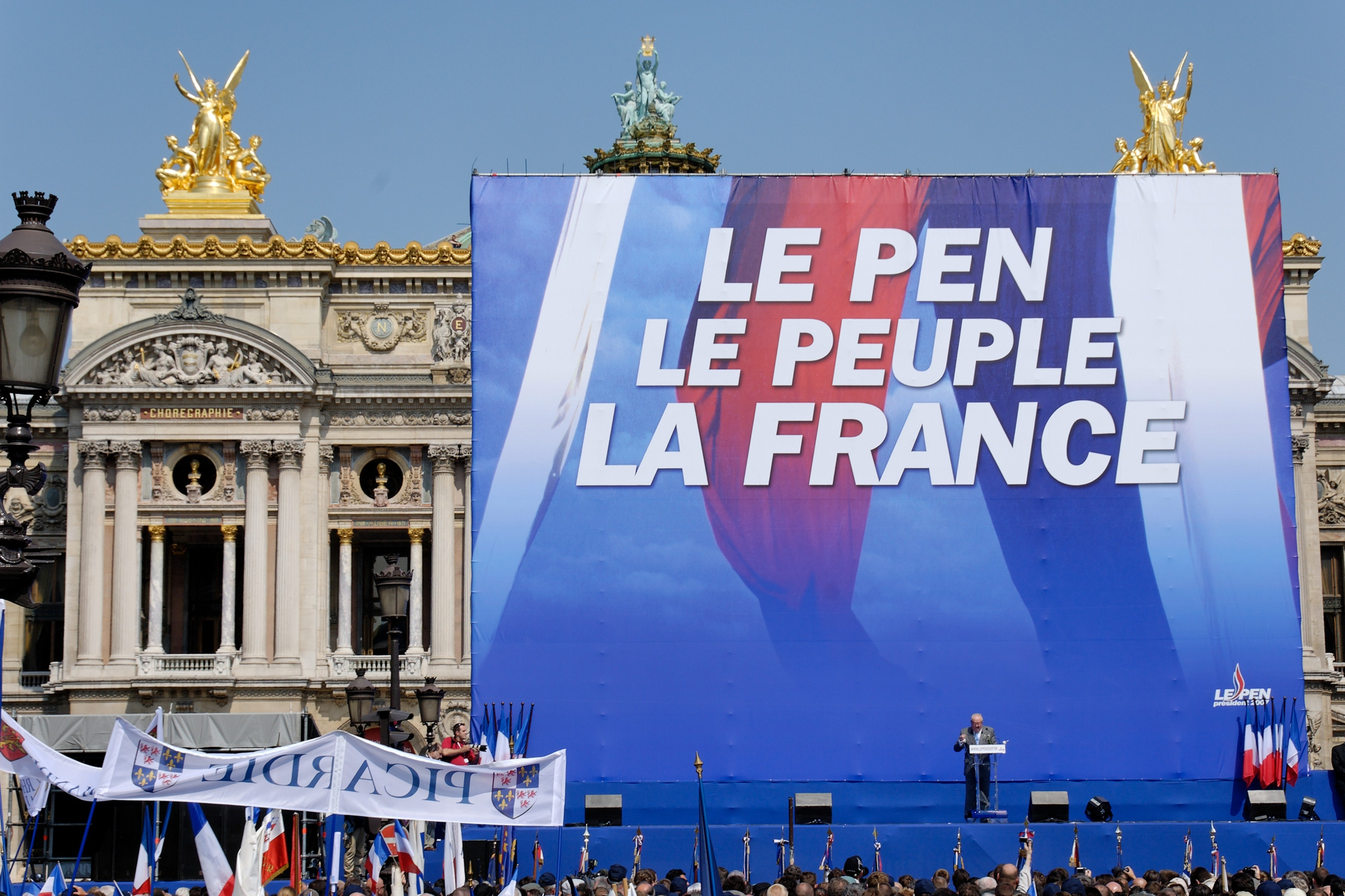
Míting de 2007 del Front Nacional en homenatge a Joana d'Arc

Després d'una reunió de la mesa política de l'FN, el 12 d’abril de 2010, Jean-Marie Le Pen anuncià que deixaria les seves funcions de cara al proper congrés, i la seva filla Marine Le Pen es presentà contra Bruno Gollnisch. El congrés del partit, organitzat a Tours el 15 i 16 de gener de 2011, va elegir Marine Le Pen com a nova presidència del partit amb el 67,65% dels vots dels militants.

### Marine Le Pen (2011-2022)
El 23 de febrer de 2014 va obtenir en la primera volta de les eleccions municipals franceses de 2014 els millors resultats de la seva història. El Front Nacional va obtenir un 7% dels vots i va obtenir l'alcaldia de Hénin-Beaumont (Nord – Pas de Calais), amb un 50,26% dels vots. «Arribar en primer lloc en un nombre tan important de ciutats grans és la prova que el FN s'implanta de manera permanent», va interpretar Marine Le Pen.
El 25 de maig del 2014, el Front Nacional va guanyar les eleccions europees a França. El partit de Marine Le Pen va aconseguir el 25% dels vots al seu país. A la Catalunya Nord va obtenir els mateixos resultats, guanyant per tant també les eleccions allí. A les eleccions municipals de 2020 el partit aconsegueix l'alcaldia de Perpinyà per a Louis Aliot, la primera i única d'una ciutat de més de 100.000 habitants.
L'11 de març de 2018, durant el congrés de Lille, en el que es va eliminar el càrrec de secretari general, Marine Le Pen va proposar canviar el nom del partit com a Rassemblement national (Reagrupament Nacional) i va indicar que seria sotmès a votació dels militants que votaren a favor del canvi de nom en un 80%, i l'1 de juny de 2018 va adoptar oficialment el nou nom.
Marine Le Pen va qualificar-se per a la segona volta electoral a les eleccions presidencials franceses de 2017 i les eleccions presidencials franceses de 2022, sent derrotada en les dues ocasions per Emmanuel Macron, de Renaixement.

### Jordan Bardella (2022-)

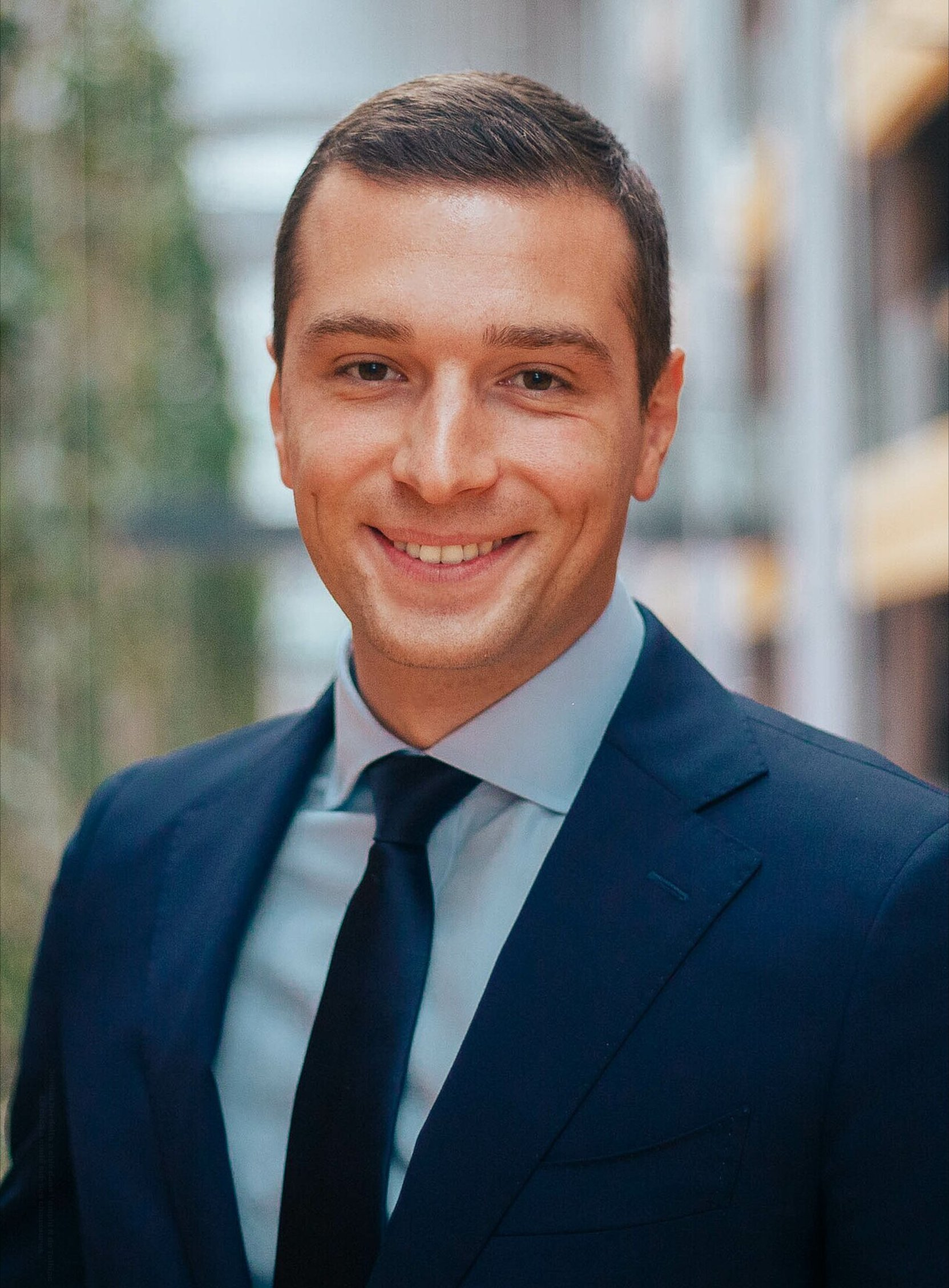
Jordan Bardella en 2022

En el XVIII congrés del Reagrupament Nacional en novembre de 2022, el vicepresident primer del partit, Jordan Bardella, es va convertir en el líder del partit succeint Marine Le Pen aconseguint el 85% de suport dels membres del partit, davant del 15% que va tenir Louis Aliot, l'alcalde de Perpinyà. El partit va arribar als 100.000 militants en 2024.
En 2024 Bardella va tornar a ser el principal candidat de Reagrupament Nacional en les eleccions al Parlament Europeu. L'ascens del partit a les eleccions al Parlament Europeu de 2024, en les que el Reagrupament Nacional va ser la llista més votada va provocar que el President Emmanuel Macron dissolgués l'Assemblea Nacional convocant eleccions legislatives anticipades, en les què el partit va aconseguir la victòria a la primera volta, i aconseguint la primera posició en vots però la tercera en escons al final de la segona volta.
El 31 de març de 2025 Marine Le Pen, Louis Aliot i set altres eurodiputats de Reagrupament Nacional, van ser declarats culpables de malversació de fons europeus per haver desviat 2,9 milions d'euros per fer contractes ficticis a membres del partit.

## Resultats electorals

### Assemblea nacional
| Eleccions legislatives franceses | Eleccions legislatives franceses | Eleccions legislatives franceses | Eleccions legislatives franceses | Eleccions legislatives franceses | Eleccions legislatives franceses | Eleccions legislatives franceses | Eleccions legislatives franceses | Eleccions legislatives franceses |
| Any                              | Lider                            | 1a volta                         | %                                | 2a volta                         | %                                | Escons                           | +/–                              | Govern                           |
| -------------------------------- | -------------------------------- | -------------------------------- | -------------------------------- | -------------------------------- | -------------------------------- | -------------------------------- | -------------------------------- | -------------------------------- |
| 1973                             | Jean-Marie Le Pen                | 108,616                          | 0.5                              | —                                | —                                | 0 / 491                          | =                                | Extraparlamentari                |
| 1978                             | Jean-Marie Le Pen                | 82,743                           | 0.3                              | —                                | —                                | 0 / 491                          | =                                | Extraparlamentari                |
| 1981                             | Jean-Marie Le Pen                | 44,414                           | 0.2                              | —                                | —                                | 0 / 491                          | =                                | Extraparlamentari                |
| 1986                             | Jean-Marie Le Pen                | 2,703,442                        | 9.6                              | —                                | —                                | 35 / 573                         | 35                               | Oposició                         |
| 1988                             | Jean-Marie Le Pen                | 2,359,528                        | 9.6                              | —                                | —                                | 1 / 577                          | 34                               | Oposició                         |
| 1993                             | Jean-Marie Le Pen                | 3,155,702                        | 12.7                             | 1,168,143                        | 5.8                              | 0 / 577                          | 1                                | Extraparlamentari                |
| 1997                             | Jean-Marie Le Pen                | 3,791,063                        | 14.9                             | 1,435,186                        | 5.7                              | 1 / 577                          | 1                                | Oposició                         |
| 2002                             | Jean-Marie Le Pen                | 2,873,390                        | 11.1                             | 393,205                          | 1.9                              | 0 / 577                          | 1                                | Extraparlamentari                |
| 2007                             | Jean-Marie Le Pen                | 1,116,136                        | 4.3                              | 17,107                           | 0.1                              | 0 / 577                          | =                                | Extraparlamentari                |
| 2012                             | Marine Le Pen                    | 3,528,373                        | 13.6                             | 842,684                          | 3.7                              | 2 / 577                          | 2                                | Oposició                         |
| 2017                             | Marine Le Pen                    | 2,990,454                        | 13.2                             | 1,590,858                        | 8.8                              | 8 / 577                          | 6                                | Oposició                         |
| 2022                             | Marine Le Pen                    | 4,248,626                        | 18.7                             | 3,589,465                        | 17.3                             | 89 / 577                         | 81                               | Oposició                         |
| 2024                             | Jordan Bardella                  | 10,647,914                       | 33.20                            | 10,110,079                       | 37.01                            | 142 / 577                        | 53                               | Oposició                         |

### Eleccions presidencials
| Any  | Candidat             | 1a volta             | 1a volta             | 1a volta             | 2a volta             | 2a volta             | 2a volta             | Resultat             |
| Any  | Candidat             | Vots                 | %                    | Pos.                 | Vots                 | %                    | Pos.                 | Resultat             |
| ---- | -------------------- | -------------------- | -------------------- | -------------------- | -------------------- | -------------------- | -------------------- | -------------------- |
| 1974 | Jean-Marie Le Pen    | 190,921              | 0,75 / 100           | 7è                   | N/D                  | N/D                  | N/D                  | Derrota              |
| 1981 | No hi van participar | No hi van participar | No hi van participar | No hi van participar | No hi van participar | No hi van participar | No hi van participar | No hi van participar |
| 1988 | Jean-Marie Le Pen    | 4,375,894            | 14,39 / 100          | 4t                   | N/D                  | N/D                  | N/D                  | Derrota              |
| 1995 | Jean-Marie Le Pen    | 4,570,838            | 15 / 100             | = 4t                 | N/D                  | N/D                  | N/D                  | Derrota              |
| 2002 | Jean-Marie Le Pen    | 4,804,713            | 16,86 / 100          | 2n                   | 5,525,032            | 17,7 / 100           | 2n                   | Derrota              |
| 2007 | Jean-Marie Le Pen    | 3,834,530            | 10,44 / 100          | 4th                  | N/D                  | N/D                  | N/D                  | Derrota              |
| 2012 | Marine Le Pen        | 6,421,426            | 17,9 / 100           | 3r                   | N/D                  | N/D                  | N/D                  | Derrota              |
| 2017 | Marine Le Pen        | 7,678,491            | 21,3 / 100           | 2n                   | 10,638,475           | 33,9 / 100           | = 2n                 | Derrota              |
| 2022 | Marine Le Pen        | 8,133,828            | 23,15 / 100          | = 2n                 | 13,288,686           | 41,45 / 100          | = 2n                 | Derrota              |

### Parlament Europeu
| Any  | Lider             | Vots      | %     | Escons  | +/– | Pos. | Grup        |
| ---- | ----------------- | --------- | ----- | ------- | --- | ---- | ----------- |
| 1984 | Jean-Marie Le Pen | 2,210,334 | 11.0% | 10 / 81 | 10  | 4t   | DR          |
| 1989 | Jean-Marie Le Pen | 2,129,668 | 11.7% | 10 / 81 | =   |      | DR          |
| 1994 | Jean-Marie Le Pen | 2,050,086 | 10.5% | 11 / 87 | 1   | 5è   | No inscrits |
| 1999 | Jean-Marie Le Pen | 1,005,113 | 5.7%  | 5 / 87  | 6   | 8è   | TGI         |
| 2004 | Jean-Marie Le Pen | 1,684,792 | 9.8%  | 7 / 78  | 2   | 4t   | No inscrits |
| 2009 | Jean-Marie Le Pen | 1,091,691 | 6.3%  | 3 / 74  | 4   | 6è   | No inscrits |
| 2014 | Marine Le Pen     | 4,712,461 | 24.9% | 24 / 74 | 21  | 1r   | ENF         |
| 2019 | Jordan Bardella   | 5,286,939 | 23.3% | 23 / 79 | 1   | 1r   | ID          |
| 2024 | Jordan Bardella   | 7,765,936 | 31.50 | 30 / 81 | 7   |      | PfE         |

## Direcció

### Líders
- Jean-Marie Le Pen (1972 – 2011)
- Marine Le Pen (2011 – 2022)
- Jordan Bardella (2022 -)

### Vicepresidents
- Louis Aliot (1r) (des del 4 de juliol de 2021)
- David Rachline (des del 4 de juliol de 2021)
- Hélène Laporte (des del 5 de novembre de 2022)
- Edwige Diaz (des del 5 de novembre de 2022)
- Julien Sanchez (des del 5 de novembre de 2022)
- Sébastien Chenu (des del 5 de novembre de 2022)

### Secretaris generals (suprimit en 2018)
- Jean-Pierre Stirbois (1981 – 1988)
- Carl Lang (1988 – 1995)
- Bruno Gollnisch (1995 – 2005)
- Louis Aliot (2005 – 2010)
- Jean-François Jalkh (2010 – 2011: període de transició durant la campanya interna)
- Steeve Briois (2011 – 2018)